# Love of a Lifetime
Singles de FireHouse
Don't Treat Me Bad
(1991) All She Wrote
(1991)
Love of a Lifetime est le troisième single du groupe FireHouse sorti en 1991.

## Liste des chansons
| No | Titre              | Durée |
| -- | ------------------ | ----- |
| 1. | Love of a Lifetime | 4:46  |

## Performance dans les charts
| Charts            | Meilleur position |
| ----------------- | ----------------- |
| Billboard Hot 100 | 5                 |